# Kansas City Trucking Co.
Kansas City Trucking Co es una película pornográfica gay de 1976 dirigida por Tim Kincaid y protagonizada por Jack Wrangler y Richard Lorke. Obtuvo un gran éxito y ventas a partir del año 1977 en varios países americanos. 

## Sinopsis
Hank es un joven que consigue empleo como camionero en la empresa de camiones de propiedad de Joe. Mientras viaja llevando carga hacia la costa Oeste, Joe y Hank se masturban y realizan una orgía con otros que se encontraban llevando cargas por las rutas en donde circulaban hasta llegar a su destino, a través de un largo recorrido y excitante viaje.

## Elenco
- Jack Wrangler como Jack.
- Richard Locke como Hank.
- Steve Boyd como Joe.
- Maria Reina como chica de Joe.
- Dane Tremmel como Otis (como Dane Tremmell).
- Saltar Sheppard como Billy.
- Duff Paxton como Dan.
- Bud Jaspar como Fred.
- Kurt Williams como la rata de desierto.

## Escenas eliminadas

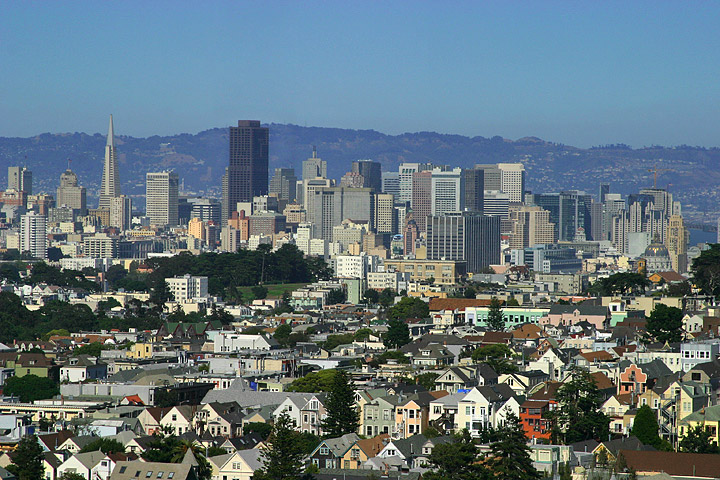
San Francisco, lugar de filmación de la película.

La película se rodó en San Francisco, Estados Unidos, a principios del año 1976. Incluía escenas de urolagnia (utilizar la orina como producto sexual) pero varias fueron eliminadas porque no estaba aceptado que ese tipo, de  pornografía apareciese en pantalla. Las escenas eliminadas fueron aquellas donde los personajes de Jack Wrangler y Richard Loke orinaban sobre un desconocido y, más tarde, Richard Loke y Steve Boyd orinaban encima de Jack Wrangler: dichas escenas no figuran en el DVD.

## Votaciones
La empresa de revistas y vídeos pornográficos, Adult Video News, votó la película como una de las diez mejores del cine pornográfico con temática gay, y con votaciones del público y fanáticos que se sigue reconociendo como un clásico en la actualidad.

## Críticas
The Advocate, la famosa revista popular estadounidense, nombró como una de las mejores películas calientes del cine bisexual. Además, Jack Wrangler mantiene un gran éxito, ya que sus películas gay siempre eran vistas por varios espectadores. TLA Entertainment Group, nombró esta producción como una de las más influyentes.

## Ventas en DVD
Kansas City Trucking Co, fue publicada y lanzada en DVD por HIS Video, a finales de 1976 y se la llevó con una numerosa cantidad de ventas.

## Ficha técnica
- País: Estados Unidos
- Lugar de filmación: San Francisco
- Dirección: Tim Kincaid
- Duración: 65 minutos
- Color: Color
- Transportes: Don Fraiser
- Sonido: Glen Nathan
- Música: Al Steinman
- Idioma: Inglés
- Año: 1976